# CyanogenMod
CyanogenMod er et open source-operativsystem til smartphones og tavlecomputere, baseret på Google Android mobilplatform. CyanogenMod er udviklet som fri og åben source software baseret på Googles officielle Android-udgivelse med tilføjet original og tredje-partskildekode.
CyanogenMod vedligeholdes ikke længere. Koden blev i december 2016 "forked" og videreudvikles nu af et udviklerfællesskab under navnet LineageOS.